# Protapanteles carinatus
Protapanteles carinatus är en stekelart som först beskrevs av Szepligeti 1913.  Protapanteles carinatus ingår i släktet Protapanteles och familjen bracksteklar. Inga underarter finns listade i Catalogue of Life.